# Frédéric François
Pour les articles homonymes, voir Frédéric François (homonymie), François et Barracato.
Francesco Barracato, dit Frédéric François, né le 3 juin 1950 à Lercara Friddi en Sicile (Italie), est un chanteur et compositeur italo-belge francophone.

## Biographie

### Origines et enfance
Né le 3 juin 1950 à Lercara Friddi en Sicile, dans une famille italienne très modeste, Francesco Barracato, dit Frédéric François, est le deuxième enfant de Giuseppe Barracato  dit Peppino, et de Antonina Salemi dite Nina. Son père est d'abord mineur dans une mine de soufre à Lercara ; sa mère est couturière à Lercara. Le couple a huit enfants. Son père émigre en Belgique dans le bassin houiller de Liège, où il décroche un contrat de trois ans en tant que mineur.
En 1951, Nina et ses deux fils rejoignent le père à Tilleur dans un convoi de la Croix-Rouge. Peppino chante pour le plaisir des chansons napolitaines et des airs d’opéra en s’accompagnant lui-même à la guitare. Francesco n'a que dix ans quand il chante pour la première fois en public 'O sole mio dans un café majoritairement fréquenté par des Siciliens de Tilleur, Le Passage à niveau.
Son père l'encourage et le forme pour ses premières prestations, alors qu'il est encore adolescent.

### Débuts
En 1963, il devient semi-professionnel en tant que guitariste-chanteur dans un groupe, Les Éperviers. Il quitte le collège technique en 1965 pour le Conservatoire de musique de Liège en classe de violon où il prend notamment des cours de diction, de déclamation et de chant.
En 1966, il intègre un nouveau groupe, Les Tigres sauvages, et gagne le Microsillon d’Argent lors du Festival de Châtelet en Belgique, dont le prix comporte l’enregistrement d’un 45 tours. Il gagne, deux titres sont enregistrés : Petite fille et Ne pleure pas, sous le pseudonyme de François Bara. Son père achète les 500 disques pressés et parvient à les vendre pour des juke-box. Le vainqueur bénéficie aussi du passage en première partie de trois artistes confirmés : Johnny Hallyday, Pascal Danel et Michel Polnareff, son idole.
En 1969, sa rencontre avec le producteur belge Constant Defourny aboutit à son premier contrat avec une maison de disques : Barclay-Belgique. Il enregistre Sylvie en juillet 1969, et sort son premier 45-tours sous le nom de Frédéric François, en hommage au compositeur Chopin, dont le prénom complet était Frédéric-François. Il donne ses premières prestations en soliste dans les salles de la région de Liège au milieu du tour de chant de l’orchestre The Best Group : il interprète cinq titres de sa composition, dont Sylvie. Il sort un nouveau 45 tours, Les Orgues de Saint-Michel, qui ne rencontre aucun succès, puis un autre Marian, accompagné d’un second titre Comme tous les amoureux, écrit spécialement pour représenter la Belgique au Concours Eurovision de la chanson de 1970 mais il n’est pas retenu.

### Années 1970
En 1970, Frédéric François enregistre un nouveau titre Jean, adaptation de la chanson du film britannique Les Belles Années de miss Brodie du réalisateur Ronald Neame (1969). Cette chanson, distribuée sous le label AZ, traverse la frontière franco-belge grâce à Lucien Morisse, le directeur des programmes d’Europe 1, qui la diffuse sur son antenne et permet au jeune chanteur d’être classé pour la première fois dans un hit parade, mais elle ne suffit pas à le rendre célèbre. Il sort consécutivement deux 45-tours Le Pays d’où tu viens et Shabala : le premier est diffusé dans l’émission Formule J de la radio belge d'alors, la RTB. L’intérêt des auditeurs grandit.
En 1970, il épouse Monique Vercauteren, fille de mineur rencontrée un an auparavant. Il enregistre une nouvelle chanson, parlée cette fois et non pas chantée, I love you je t’aime en duo avec Monique. Leur premier enfant, Gloria, naît le 13 février 1971. I love you, je t’aime est programmée en 1971 à outrance sur la radio pirate hollandaise Véronica, qui émet depuis un bateau ancré hors des eaux territoriales. Les 30 000 exemplaires vendus de ce disque sont considérés comme la première véritable reconnaissance du public à son égard. Mais Monique continue de travailler en usine ; Frédéric vit mal de sa musique, et connaît un certain découragement quand il compose Comme on jette une bouteille à la mer et Je n’ai jamais aimé comme je t’aime dont le texte est signé du parolier Marino Atria.
Classée no 1 durant treize semaines dans le hit parade de l’émission Formule J, Frédéric François sort de l’anonymat, ce qui décide son nouveau label Vogue-Belgique à distribuer Je n’ai jamais aimé comme je t’aime, prudemment, uniquement dans les magasins de disques français du Pas-de-Calais, département proche de la Belgique : 250 000 exemplaires sont vendus. Lui-même considère ce sixième 45-tours, enregistré sous le nom de Frédéric François, comme son premier vrai succès.
Quelques mois plus tard, naît son deuxième enfant, Vincent, le 15 mai 1972. Le véritable tube survient au cours de l’été de l’année 1972, Je voudrais dormir près de toi, vendu à 500 000 exemplaires et se classe no 4 en France.
Au fur et à mesure que sortent Laisse-moi vivre ma vie (no 1 en France, près d'un million de disques vendus), Viens te perdre dans mes bras (1973), Chicago (no 1 en 1975), les tournées se succèdent. C’est à ce moment que naît son second fils et troisième enfant, Anthony, le 8 janvier 1976. Frédéric François est classé dans les « chanteurs à minettes » (comme Patrick Juvet, Christian Delagrange, Dave, Mike Brant, C. Jérôme). Il profite du succès jusqu’en 1979, où l'arrivée du disco le déloge des premières places des hit-parades.

### Années 1980
La traversée du désert dure trois ans, jusqu’en 1982. Ce creux de la vague qui l'atteint moralement a une conséquence psychosomatique : il est sujet à de graves crises de spasmophilie qui ne s’espacent que lorsque le succès est de nouveau au rendez-vous. Celui-ci est dû aux radios libres, qui viennent de naître, et qui diffusent à tour de bras le titre Adios Amor (1982), adaptation par le parolier Michel Jourdan d’une chanson allemande d'Andy Borg. 400 000 exemplaires du 45-tours sont vendus, suivi de Aimer (adaptation M.Jourdan/Andy Borg) en 1983. Ce retour en grâce lui permet de mettre sur pied un nouveau tour de chant, qu’il part roder en Haïti où il chante pour la première fois.
En 1984, il rejoint Trema, la maison de disques de Michel Sardou et Enrico Macias. Jusque-là, Frédéric François a surtout été un vendeur de 45-tours malgré treize 33T chez Vogue et il sort un nouvel album, Mon cœur te dit je t’aime, qui est disque d'or.
La naissance cette même année du Top 50 marque un tournant décisif dans sa carrière puisque pour la première fois dans l’histoire du disque, les chanteurs sont classés grâce à leurs ventes réelles et non à partir de classements subjectifs. Pourtant, à Paris, le showbiz est encore réticent. Il a 34 ans quand il passe pour la première fois à l’Olympia grâce à son imprésario Moïse Benitah qui a su convaincre Jean-Michel Boris et Paulette Coquatrix. Il affiche complet. Et l’engouement pour sa nouvelle chanson Je t’aime à l’italienne est tel que son nom s’affiche en lettres rouges encore une fois l’année suivante (1985) sur le fronton du grand music-hall de la rive droite   avec Julie Pietri en première partie, son premier livre Les yeux charbon (Carrère-Lafon) est un hommage à sa famille et son public.
Le 14 avril 1987, son père Peppino Barracato meurt. Le succès de son nouvel album Une nuit ne suffit pas (première collaboration avec une parolière, Michaele) et la préparation de son troisième Olympia en 1988, l'aident à passer cette épreuve.
En 1989, il chante dans vingt-cinq villes au Canada ainsi qu'aux États-Unis (avril 1989) à Miami et à New York, où il donne cinq représentations dans trois salles différentes : le Brooklyn College et le Queen's College à la CUNY, et la Townhall Foundation.
Son épouse est enceinte de jumeaux. La grossesse n'arrive pas à son terme. Monique fait une fausse couche,.

### Années 1990
Du 1er mars au 18 mars 1990, Frédéric François est à l’affiche de l’Olympia. Le premier soir, en sortant de scène, il apprend que son quatrième enfant, Victoria, vient de naître alors qu’il était en train d’interpréter la dernière chanson de son récital, Je t’aime à l’italienne. Deux ans plus tard, c’est durant tout un mois qu’il occupe la scène du grand music-hall de la rive droite. Ce sera la prestation la plus longue de sa carrière.
En 1993, il quitte Trema pour créer sa propre maison de production, MBM, afin d’acquérir une totale liberté de création et signe un contrat avec BMG pour la distribution. Il sort le dernier 45-tours vinyle de sa carrière, L’amour c’est la musique. Puis son premier CD intitulé Tzigane (ainsi qu'un premier extrait du même titre ultime 45T en Belgique).
Le 20 décembre 1996, il est reçu en audience privée par le pape Jean-Paul II à Rome avec d'autres invités de marque. À cette occasion il chante pour la première fois de sa vie devant le Saint-Père, accompagné par 70 musiciens et les chœurs de l’opéra de Rome.
Sa mère, qu’il a toujours admirée, s’éteint le 17 août 1997. Frédéric François lui dédie son huitième Olympia en mars 1998, suivi d’une tournée qui draine plus de 300 000 spectateurs. Il sait qu’il va chanter pour la première fois de sa vie – le concert est prévu pour le 30 mai 1999 - dans son village natal de Lercara Friddi, en Sicile. Il enregistre alors quelques mois avant cet évènement un album de standards italiens (Volare, Come Prima, Ciao, ciao bambina) intitulé Les plus grandes mélodies italiennes. Il y introduit également une chanson de famille connue de nombreux Siciliens, La porta abanidduzza (La porte entrebâillée) et, pour la première fois de sa carrière, met le dialecte sicilien à l'honneur. C’est à ses yeux comme un retour aux sources et une manière de célébrer ses trente ans de succès.
En 1999, les éditions LCJ Productions mettent en vente une VHS du film Les dédales d'Icare réalisé par Armand Rocour (1981 Belgique) ; la chanson du film, Je voyage, est interprétée par Frédéric dont c'était le premier rôle au cinéma.

### Années 2000
Frédéric François aborde le XXIe siècle en publiant son second livre, Ma vie (éd. Hors collection) avec la collaboration du journaliste Serge Igor, où il se raconte comme il ne l’a jamais fait, et où il ouvre pour la première fois ses archives de photos personnelles.
Sa tournée en 2002-2003 est marquée par plus de 100 représentations consécutives en France, Belgique et Suisse. Il décide de rendre hommage à Tino Rossi en reprenant en 2003 ses principaux succès : Méditerranée, Marinella, Ave Maria, Petit Papa Noël.
En 2004, lors de son onzième Olympia, il chante pour la première fois de sa carrière en anglais une reprise d’Elvis Presley, Love Me Tender. Le public lui fait une ovation. En 2005, après trois ans sans avoir enregistré de chansons, il sort un CD avec 15 chansons, dont Et si on parlait d’amour. Il en vend 200 000 exemplaires en quelques semaines.
Au mois d’octobre 2005, il se dévoile dans un troisième ouvrage Autobiographie d’un Sicilien (éd. Ramsay) où il présente ses valeurs et ses idéaux. Cette année-là, certaines de ses admiratrices lui donnent un autre surnom que le désormais célèbre « Frédo » ; elles l'appellent « La voix de l’amour » (The voice of love).
Frédéric François aime partager des épisodes de sa vie privée. C’est pourquoi l’album commercialisé le 14 juin 2006. intitulé Mes Préférences, est emblématique puisqu’il égrène les grandes dates de sa carrière et de sa vie familiale : la chanson interprétée pour la première fois en public à l’âge de dix ans O Sole Mio ; son premier enregistrement Petite fille ; son premier grand succès Laisse-moi vivre ma vie ; la chanson écrite en l’honneur de sa mère de son vivant Mamina (« Ma petite maman » en sicilien) ; la déclaration qu’il fait à sa petite dernière Victoria, Fou d’elle ; le titre qu’il a composé pour le sixième anniversaire de la mort de son père, Le Strapontin de papa.
Frédéric François dit, à un an de distance, deux fois Merci la vie ! La première le 22 octobre 2007 avec son CD intitulé précisément Merci la vie !, et la seconde fois le 22 octobre 2008 avec la parution du livre de photos de son photographe Patrick Carpentier qui lui est consacré avec plus de 300 clichés, Merci la vie ! aux éditions du Rocher). Cependant, il tombe malade le 26 octobre 2008 peu avant son concert au Forum de Liège, terrassé par un abus de cortisone. Il est hospitalisé deux fois au CHU de Liège. Il y fait un premier séjour durant presque un mois, du 28 novembre au 22 décembre 2008, et un second de quinze jours au mois de février 2009. Alors qu’il est sur son lit d’hôpital sortent l’album live, puis la version DVD de Tour 2008-Frédéric François-de l’Olympia à Forest National, qui mêlent des enregistrements de ses prestations sur la scène parisienne et sur celle de Bruxelles.
Les médecins lui préconisent un repos complet. Il arrête sa carrière pendant un an. Il rechante pour la première fois en public, à titre exceptionnel, lors de l’émission Télévie sur la chaîne de télévision belge RTL-TVI pour la recherche contre le cancer. On le voit interpréter avec sa fille Victoria Somethin’ Stupid de Frank Sinatra, un duo déjà créé ensemble en mars 2008 sur la scène de l’Olympia le jour des 18 ans de sa fille. Il reprend ses activités le 31 octobre 2009 en redémarrant sa tournée là où il l’avait laissée : sur la scène du Forum de Liège.

### Années 2010
En 2010, Frédéric François sort un nouvel album Chanteur d'amour suivi du livre-objet Une vie d'amour, et passe à l'Olympia du 11 au 20 février 2011, puis à Forest National le 5 mars 2011[réf. nécessaire]. Il sort un CD 40 Succès en or inclus en DVD. Au bout d'un an de tournée, les 3 et 4 mars 2012, il revient à l'Olympia et reçoit en invités ses amis Liane Foly et Roberto Alagna.
Un nouvel album, Amor Latino, sort le 21 octobre 2013, marquant une évolution musicale. Il fête son 14e Olympia du 28 février 2014 au 9 mars 2014, puis part en tournée jusqu'en 2015. Le 18 août 2014, il sort un coffret best-of en 3 CD et le 20 octobre, sort le CD 30 ans d'Olympia - Live 2014. En décembre 2014, sa fille Victoria Barracato réalise son nouveau clip, Fidèle.
À l'occasion des fêtes de fin d'année 2014, Frédéric François sort un album Magie de Noël, comprenant des standards de la Nativité et un inédit, Avant Noël.
En avril 2015, sort le double CD et DVD 30 ans d'Olympia - Spectacle, puis en décembre de la même année la compilation C'est la fête !.
Tout en continuant sa tournée, il enregistre un nouvel album qui sort le 8 avril 2016, Les femmes sont la lumière du monde qui entre directement 2e dans le classement des meilleures ventes en Belgique et 8e dans le classement en France.
Les 8 et 9 avril 2017, il chante à l'Olympia pour la 15e fois. La tournée 2017-2018, qui débute le 4 mars 2017 et se poursuit jusqu'à fin 2018, est en deux parties : la première avec l’orchestration et l’équipe de Pascal Lebourg, puis, à partir de septembre, avec une nouvelle équipe et une nouvelle version. En novembre 2017, il sort un nouvel album, Les Numéros 1 : 59 titres des années 1970 à aujourd'hui, et en bonus une nouvelle version de À tous ceux qu’on aime, avec 120 choristes.

## Carrière
Ses ventes de disques sont estimées à près de 15 millions d’exemplaires en France,,, ce qui fait de lui le 3e chanteur belge le plus vendu dans l'histoire de la musique, derrière Salvatore Adamo et Jacques Brel. Il a obtenu 26 disques d’or, singles et albums confondus, et une vidéo de platine. Il a chanté 350 chansons, en quatre langues.

## Discographie

### 45-tours
- 1966 : Petite fille, Polydor
- 1969 : Sylvie, Barclay
- 1970 : La nuit n’a pas de couleur, Barclay
- 1970 : Marian, Barclay
- 1970 : Triste Matin, Barclay
- 1970 : Mini maxi Dolly, Barclay
- 1971 : Jean, AZ
- 1971 : Mini maxi Dolly, AZ
- 1971 : Shabala, AZ
- 1971 : I love you, je t’aime, AZ
- 1971 : I love you je t'aime (+suis je né pour pleurer), London-Canada
- 1971 : I love you je t’aime, Ekipo-Espagne
- 1971 : I love you, je t’aime, Vogue-Belgique
- 1971 : I love you ti amo, Rare-Italie
- 1971 : Shabala, Vogue-Belgique
- 1971 : Je n’ai jamais aimé comme je t’aime, Vogue
- 1971 : Ma chance c’est de t’avoir, Vogue-Belgique
- 1972 : Amare e' avere te (Ma chance c'est de t'avoir), CBS-Sugar-Vogue
- 1972 : Ma chance c'est de t'avoir, Ekipo-Espagne
- 1972 : Ma vie c'est toi, Vogue
- 1972 : Shabala, Ekipo-Espagne
- 1972 : Je voudrais dormir près de toi, Vogue
- 1972 : Je voudrais dormir près de toi, Vogue-Japon
- 1972 : Laisse-moi vivre ma vie, Vogue
- 1972 : Laisse-moi vivre ma vie, Vogue-Portugal
- 1972 : Laisse-moi vivre ma vie, Vogue-Japon
- 1973 : Quand vient le soir on se retrouve, Vogue
- 1973 : Quand vient le soir on se retrouve, Vogue-Portugal
- 1973 : Pour toi, Vogue
- 1973 : Un chant d’amour, un chant d’été, Vogue
- 1973 : Un chant d’amour, un chant d’été, Vogue-Japon
- 1973 : Tu non sei piu' come una volta (laisse moi vivre ma vie) , Vogue-Italie
- 1973 : Viens te perdre dans mes bras, Vogue
- 1973 : Viens te perdre dans mes bras, Vogue-Portugal
- 1974 : N’oublie jamais (+ Si je te demande) Vogue
- 1974 : N’oublie jamais (+ Tu veux rester libre) Alvaroda-Portugal
- 1974 : Il est déjà trop tard, Vogue
- 1974 : Tant que je vivrai, Vogue
- 1975 : Mal tu me fais mal, Vogue
- 1975 : Maintenant que tu es loin de moi, Vogue
- 1975 : Chicago (+ Comment veux-tu que je t’oublie), Vogue
- 1975 : C’est Noël (+ C’est Noël avec la chorale), Vogue-Belgique
- 1975 : Tu veux rester libre (+ c'est noël sur la terre), Vogue-Toho records-Japon
- 1975 : Chicago (+ C’est ma faute), Ariola-Allemagne
- 1976 : Baby dollar, Vogue
- 1976 : Fanny Fanny, Vogue
- 1976 : Baby dollar (+ Fanny Fanny), Ariola-Allemagne
- 1976 : San Francisco, Vogue
- 1976 : San Francisco, Vogue-Japon
- 1976 : C’est Noël (+ C’est ma faute), Vogue
- 1977 : On comprend toujours quand c’est trop tard, Vogue
- 1977 : De Venise à Capri, Vogue
- 1977 : De Venise à Capri, Ariola-Allemagne
- 1977 : Belle, tu es belle (+ Valentino), Vogue
- 1977 : Belle, tu es belle (+ Valentino), Ariola-Allemagne
- 1978 : Sois romantique, Vogue
- 1978 : Au dancing de mon cœur, Vogue
- 1978 : Giorgia, Vogue
- 1979 : Un amour d’aujourd’hui, Vogue
- 1979 : Via Italia (+ Seul), Vogue
- 1980 : Via Italia (+ N’oublie jamais nous deux), Vogue
- 1980 : Qui t’a dit qu’en ce temps là, Vogue
- 1980 : Je rêve sur mon piano, Vogue
- 1980 : Je rêve sur mon piano, Vogue-Belgique
- 1981 : Je veux chanter la nostalgie, Vogue
- 1981 : Douce Douce, Vogue
- 1982 : J'aimerai te faire du bien ( + Le p'tit yellow submarine), promo Vogue-Modulation-Canada
- 1982 : Un homme dans ta vie (+ Lisa donna Lisa), promo Vogue-Modulation-Canada
- 1982 : On s’aimera toute la vie (duo avec Gloria), Vogue
- 1982 : Adios amor (+ Nous étions des amis), Vogue
- 1982 : Adios amor (+ I love you, je t’aime, en espagnol) Vogue
- 1982 : Je n’ai jamais aimé comme je t’aime, Ekipo-Espagne
- 1982 : Tu veux rester libre, Vogue-Japon
- 1983 : Aimer, Vogue
- 1984 : On s’embrasse, on oublie tout, Tréma
- 1984 : Mon cœur te dit je t’aime, Trema
- 1985 : Une femme pour toute la vie, Trema
- 1985 : Je t’aime à l’italienne, Trema
- 1986 : Quand papa chantait, Trema
- 1986 : L’aimer encore, Trema
- 1987 : Nina Ninouschka, Trema
- 1987 : Une nuit ne suffit pas, Trema
- 1988 : Çà commence comme une histoire d'amour (+ Un garçon pleure), Trema-Trans-Canada
- 1988 : L’amour s’en va l’amour revient, Trema
- 1989 : Une simple histoire d’amour, Trema
- 1989 : Qui de nous deux, Trema
- 1990 : C’est toi qui pars, Trema
- 1990 : Est-ce que tu es seule ce soir, Trema
- 1991 : Je me battrai pour elle, Trema
- 1992 : Je ne te suffis pas, Trema
- 1992 : Bleu Méditerranée, Trema
- 1992 : Encore une nuit sans toi, Trema
- 1993 : L’amour c’est la musique, MBM-BMG
- 1993 : Tzigane, MBM-BMG-ARIOLA Belgique

### Singles CD
- 1990 : Est ce que tu es seule ce soir, TREMA-Pathé Marconi
- 1991 : Je me battrai pour elle, TREMA-Pathé Marconi
- 1992 : Je ne te suffis pas, TREMA-Sony music
- 1992 : Bleu Méditerranée, TREMA-Sony music
- 1992 : Encore une nuit sans toi, TREMA-Sony music
- 1993 : Redevenons des fiancés, TREMA-Sony music
- 1993 : L'amour c'est la musique, MBM-BMG
- 1993 : Tzigane, MBM-BMG
- 1993 : Si tu t’en vas, MBM-BMG
- 1994 : Fou d’elle (Live Olympia 94), MBM-BMG
- 1995 : Les Italo-Américains, MBM-BMG
- 1995 : En plein soleil, MBM-BMG
- 1995 : Y a-t-il quelqu’un ?, MBM-BMG
- 1995 : O Sole mio, MBM-BMG
- 1996 : Funiculi Funicula (promo), MBM-BMG
- 1996 : Luna Rossa (promo live Olympia 96), MBM-BMG
- 1997 : L’amour fou, MBM-BMG
- 1997 : Je ne t’oublie pas, MBM-BMG
- 1997 : Chiquita, MBM-BMG
- 1997 : Le jardin de mr Paul, MBM-BMG
- 1998 : Je veux tout, MBM-BMG
- 1999 : Volare, MBM-BMG
- 2001 : Mourir d'amour (promo live Olympia 2000), MBM-BMG
- 2001 : Un slow pour s'aimer, MBM-BMG-Une Musique
- 2002 : Ensemble on gagnera, MBM-BMG-Une Musique
- 2002 : Tant qu'il y aura des femmes, MBM-BMG
- 2002 : Petite maman (édition bonus), MBM-BMG-Une Musique
- 2003 : Méditerranée/Quand Tino chantait, MBM-BMG
- 2003 : Paix sur la terre (versions studio/live), MBM-BMG
- 2005 : Et si on parlait d'amour (promo), BMG Media
- 2005 : Tu sais bien, MBM-Sony-BMG
- 2007 : Une rose dans le désert, MBM-BMG-Sony-Columbia-Vogue
- 2007 : L'amour c'est comme le tango, MBM-BMG-Sony-Columbia-Vogue
- 2008 : Somethin' stupid (promo live tour 2008), MBM-Sony-BMG
- 2009 : Somethin' stupid + clip (live tour 2008) , MBM-Sony Music
- 2010 : C'est plus fort que moi /Chanteur d'amour /Ils font un rêve, MBM-Sony Music
- 2011 : La Tarentelle d'amour (promo tour 2011), MBM-Sony Music
- 2012 : Je n'ai pas fini de t'aimer, MBM-Sony Music
- 2013 : Amor latino /Qu'as tu fait de moi/Ok pour t'emmener/Tango Nostalgie en duo avec l'animatrice belge Nancy Sinatra/Fidèle, MBM-Sony Music
- 2016 : Les Femmes Sont La Lumière Du Monde /A tous ceux qu'on aime, MBM-Sony Music
- 2019 : Juste Un Peu D'Amour, MBM-Sony Music
- 2021 : La Liberté D'Aimer, MBM-Sony Music
- 2022 : En Duo, MBM-Sony Music
- 2023 : Les Grands Moments En Concert MBM-Sony Music
- 2023 : On a tous besoin d'Aimer, MBM-Sony Music

### 33-tours
- 1971 : I love you, je t’aime, Vogue
- 1971 : I love you, je t’aime, London-Canada
- 1972 : Laisse moi vivre ma vie, Vogue
- 1972 : Je voudrais dormir près de toi, Vogue
- 1972 : Je voudrais dormir près de toi, Vogue-Belgique
- 1972 : Je voudrais dormir près de toi, Vogue-Espagne
- 1972 : Je voudrais dormir près de toi, Vogue-Argentine
- 1973 : Viens te perdre dans mes bras, Vogue
- 1973 : Ma vie en musique (version instrumentale, vol 1), Vogue
- 1973 : 12 premiers succès de Frédéric François, Vogue-Japon
- 1974 : Tant que je vivrai, Vogue
- 1974 : Tant que je vivrai, Vogue-Japon
- 1974 : Viens te perdre dans mes bras, Vogue
- 1975 : Chicago (Maintenant que tu es loin de moi), Vogue
- 1976 : San Francisco, Vogue
- 1976 : Ma vie en musique, Vogue-Argentine
- 1977 : Belle, tu es belle, Vogue
- 1977 : Laisse-moi vivre ma vie, Vogue-Japon
- 1978 : Giorgia, Vogue
- 1979 : Giorgia, Vogue-Argentine
- 1980 : Qui t’a dit qu’en ce temps là, Vogue
- 1981 : Je veux chanter la nostalgie, Vogue
- 1981 : Un chant d’amour, un chant d’été, Vogue-Japon
- 1984 : Mon cœur te dit je t’aime, Trema
- 1985 : Je t’aime à l’italienne, Trema
- 1986 : L’aimer encore, Trema
- 1988 : Une nuit ne suffit pas, Trema
- 1988 : Live de l’Olympia, Trema
- 1989 : L’amour s’en va, l’amour revient, Trema
- 1990 : Qui de nous deux, Trema
- 1990 : Olympia 90, Trema
- 1991 : Est-ce que tu es seule ce soir, Trema
- 1992 : Je ne te suffis pas, Trema
- 2013 : Amor latino, MBM-Sony Music
- 2016 : A tous ceux qu'on aime, MBM-Sony Music

### Albums CD
- 1984 : Mon cœur te dit je t’aime, Trema
- 1985 : Je t’aime à l’italienne, Trema
- 1986 : L’aimer encore, Trema
- 1988 : Une nuit ne suffit pas, Trema
- 1988 : Olympia 88, Trema
- 1989 : L’amour s’en va, l’amour revient, Trema
- 1990 : Qui de nous deux, Trema
- 1990 : Olympia 90, Trema
- 1991 : Est-ce que tu es seule ce soir, Trema
- 1992 : Je ne te suffis pas, Trema
- 1990 : Olympia 90, Trema
- 1991 : Est-ce que tu es seule ce soir, Trema
- 1992 : Je ne te suffis pas, Trema
- 1993 : Tzigane, MBM-BMG
- 1994 : Les chansons de mon cœur, MBM-BMG
- 1994 : Olympia 94, MBM-BMG
- 1995 : Les Italo-Américains, MBM-BMG
- 1995 : Les plus grandes chansons napolitaines, MBM-BMG
- 1996 : Album d’or, MBM-BMG
- 1996 : Olympia 96, MBM-BMG
- 1997 : Les chansons de mon cœur vol 2, MBM-BMG
- 1997 : Je ne t’oublie pas, MBM-BMG
- 1998 : Olympia 98, MBM-BMG
- 1998 : Best of de mes Olympia, MBM-BMG
- 1998 : Pour toi Maman édition spéciale 4 CD MBM-BMG
- 1999 : Les plus grandes mélodies italiennes, MBM-BMG
- 1999 : Frédéric François « Le collector », MBM-BMG
- 2000 : Olympia 2000, MBM-BMG
- 2001 : Un slow pour s’aimer, MBM-BMG
- 2001 : 60 chansons 3 CD, MBM-BMG
- 2001 : L’essentiel, MBM-BMG
- 2002 : Frédéric François chante Noël, MBM-BMG
- 2003 : Olympia 2002 spectacle intégral, MBM-BMG
- 2003 : Les romances de toujours, MBM-BMG
- 2004 : 30 chansonsde légende, MBM-BMG
- 2004 : Un été d’amour, MBM-BMG
- 2005 : Bailamos, MBM/Sony-BMG
- 2005 : Et si l’on parlait d’amour, MBM/Sony-BMG
- 2005 : Olympia 2005, MBM/Sony-BMG
- 2006 : Les chansons mythiques des années 70, MBM/Sony-BMG
- 2006 : Les indispensables, MBM/Sony-BMG
- 2006 : Mes préférences, MBM/Sony-BMG
- 2007 : Pour toi maman 2007, MBM/Sony-BMG
- 2007 : Une vie d’amour, MBM/Sony-BMG
- 2007 : Merci la vie, MBM/Sony-BMG
- 2008 : 20 ans d’Olympia, MBM/Sony-BMG
- 2008 : Tour 2008 de l’Olympia à Forest National, MBM/Sony-BMG
- 2010 : Chanteur d'amour, MBM/Sony-BMG
- 2011 : 40 succès en or, MBM/Sony-BMG
- 2011 : Tour 2011-Le spectacle anniversaire, MBM/Sony-BMG
- 2012 : Je n'ai pas fini de t'aimer / Parler d'amour, MBM/Sony-BMG
- 2012 : Pour toi maman 2012, MBM/Sony-BMG
- 2012 : Album d'Or 2012, MBM/Sony-BMG
- 2012 : L'intégrale 1992 à 2012, MBM/Sony-BMG
- 2013 :  Amor Latino, MBM/Sony-BMG
- 2014 ; Amor Latino édition limitée, MBM/Sony-BMG
- 2014 : Best of - 3CD, MBM/Sony-BMG
- 2014 : 30 ans d'Olympia - Live 2014 , MBM/Sony-BMG
- 2014 : La Magie de Noël, MBM/Sony-BMG
- 2015 : Fidèle, MBM/Sony-BMG*
- 2015 : 30 ans d'Olympia - Live 2014 - inclut en DVD MBM/Sony-BMG
- 2015 : C'est la Fête, MBM/Sony-BMG
- 2016 : Olympia 1990
- 2016 : Les femmes sont la lumière du monde  , MBM/Sony-BMG
- 2016 : A tous ceux qu'on aime  édition collector (inclus 2 inédits et 1 DVD)  , MBM/Sony-BMG
- 2017 : Ma petite Maman (inclus 1 inédit) MBM/Sony-BMG
- 2017 : Les numéros 1 (inclus 1 version inédit) MBM/Sony-BMG
- 2019 : Juste un peu d'amour MBM/Sony-BMG
- 2021 : La liberté d'aimer MBM/Sony-BMG
- 2021 : En Concert Au Grand Rex, MBM-Sony Music
- 2022 : En Duo, MBM-Sony Music
- 2023 : On a tous besoin d'aimer, MBM-Sony Music
- 2024 : L'Amour de Noël, MBM-Sony Music

### DVD
- 1990 : Forest National 1990 - Live 90
- 1994 : Spectacle au Canada - Live 94
- 1996 : 25 ans d'Amour - Olympia 1996
- 1998 : Olympia 1998 - Live 98
- 2000 : 2000 ans D'amour - Olympia 2000
- 2000 : La vidéo du Siècle
- 2001 : Karaoké
- 2003 : Olympia 2002 - Live 2002
- 2006 : Olympia 2005 - Live 2005
- 2006 : Olympia 2002, Olympia 2005 et Karaoké
- 2008 : Ma vidéo d'Or - 20 ans d'images coup de cœur
- 2009 : Tours 2008 de l'Olympia à Forest National - Live 2008
- 2009 : La vidéo d'Or de mes tendre années
- 2011 : Tours 2011 - Spectacle Anniversaire
- 2015 : 30 ans d'Olympia - Olympia 2014
- 2016 : Les femmes sont la lumière du monde édition collector (Clips)  (Prévue le 25 novembre 2016)  , MBM/Sony-BMG
- 2016 : Au cœur de l'Olympia , MBM/Sony-BMG
- 2021 : En Concert Au Grand Rex, MBM-Sony Music

### Compilations
- 1973 : Ma vie en musique (version instrumentale, vol 1), Vogue-France
- 1973 : 12 premiers succès de Frédéric François, Vogue-Japon
- 1976 : Ma vie en musique, Vogue-Argentine
- 1981 : Un chant d’amour un chant d’été, Vogue-Japon
- 1982 : Adios amor, Vogue
- 1983 : Aimer, Vogue
- 1987 : Histoire de ma vie, volumes 1 à 3, Surf
- 1988 : Live de l’Olympia, Trema
- 1989 : L’amour s’en va, l’amour revient, Trema
- 1989 : Histoire de ma vie, volume 4, Surf
- 1990 : Qui de nous deux, Trema
- 1994 : Les Chansons de Mon Coeur (Mes Plus Belles Chansons Des Années 70), MBM-BMG
- 1996 : Album d’or, MBM-BMG
- 1997 : Les chansons de mon cœur vol 2, MBM-BMG
- 1998 : Best of de mes Olympia, MBM-BMG
- 1998 : Pour toi Maman, MBM-BMG
- 1999 : Frédéric François « Le collector », MBM-BMG
- 2001 : 60 chansons 3 CD, MBM-BMG
- 2001 : L’essentiel, MBM-BMG
- 2004 : 30 chansons de légende, MBM-BMG
- 2004 : Un été d’amour, MBM-BMG
- 2005 : Bailamos, MBM/Sony-BMG
- 2006 : Les chansons mythiques des années 70, MBM/Sony-BMG
- 2006 : Les indispensables, MBM/Sony-BMG
- 2006 : Mes préférences, MBM/Sony-BMG
- 2007 : Pour toi maman 2007, MBM/Sony-BMG
- 2007 : Une vie d’amour, MBM/Sony-BMG
- 2008 : 20 ans d’Olympia, MBM/Sony-BMG
- 2010 : Chanteur d'amour, MBM/Sony-BMG
- 2011 : 40 succès en or, MBM/Sony-BMG
- 2012 : Mon coeur te dit je t'aime, Sony Music Entertainment
- 2012 : Pour toi maman 2012, MBM/Sony-BMG
- 2012 : Album d'Or 2012, MBM/Sony-BMG
- 2012 : L'intégrale 1992 à 2012, MBM/Sony-BMG
- 2014 : Best of - 3CD, MBM/Sony-BMG
- 2014 : La Magie de Noël, MBM/Sony-BMG
- 2015 : Fidèle, MBM/Sony-BMG*
- 2015 : C'est la Fête, MBM/Sony-BMG
- 2017 : Les Numéros 1 - Sony-BMG
- 2019 : Juste un peu d'amour MBM/Sony-BMG
- 2020 : L'album Aniversaire MBM Records-Capitale Music
- 2021 : La liberté d'aimer MBM/Sony-BMG
- 2021 : En Concert Au Grand Rex, MBM-Sony Music
- 2022 : En Duo, MBM-Sony Music
- 2023 : Les Grands Moments En Concert, MBM-Sony Music
- 2023 : On a tous besoin d'Aimer, MBM-Sony Music
- 2024 : Mes plus grands succès, MBM-Sony Music

### Albums
- 1971 : I love you, je t’aime, Vogue-France / London-Canada
- 1972 : Je voudrais dormir près de toi, Vogue-France / Vogue-Belgique / Vogue-Espagne / Vogue-Argentine
- 1973 : Laisse-moi vivre ma vie, Vogue-France / Vogue-Japon
- 1973 : Viens te perdre dans mes bras, Vogue-France / Vogue-Japon
- 1974 : Tant que je vivrai, Vogue-France / Vogue-Japon
- 1975 : Chicago (Maintenant Que Tu Es Loin De Moi), Vogue-France
- 1976 : San Francisco, Vogue-France
- 1977 : Belle, tu es belle, Vogue-France
- 1978 : Giorgia, Vogue-France / Vogue-Argentine
- 1980 : Qui t’a dit qu’en ce temps là, Vogue
- 1981 : Je veux chanter la nostalgie, Vogue
- 1984 : Mon cœur te dit je t’aime, Trema
- 1985 : Je t’aime à l’italienne, Trema
- 1986 : L’aimer encore, Trema
- 1988 : Une nuit ne suffit pas, Trema
- 1988 : Frédéric François A L'Olympia - Enregistrement Public 88, Trema
- 1989 : L’amour s’en va, l’amour revient, Trema
- 1990 : Qui de nous deux, Trema
- 1990 : Olympia 90 - 20 ans d'amour, Trema
- 1991 : Est-ce que tu es seule ce soir, Trema
- 1992 : Je ne te suffis pas, Trema
- 1993 : Tzigane, MBM-BMG
- 1994 : Capitole 94, MBM-BMG
- 1994 : Olympia 94, MBM-BMG
- 1995 : Les plus grandes chansons napolitaines, MBM-BMG
- 1995 : Les Italo-Américains, MBM-BMG
- 1996 : Olympia 96 - 25 ans d'amour, MBM-BMG
- 1997 : Je ne t’oublie pas, MBM-BMG
- 1998 : Olympia 98, MBM-BMG
- 1999 : Les plus grandes mélodies italiennes, MBM-BMG
- 2000 : Olympia 2000, MBM-BMG
- 2001 : Un slow pour s’aimer, MBM-BMG
- 2003 : Olympia 2002, MBM-BMG
- 2003 : Les romances de toujours, MBM-BMG
- 2005 : Et si l’on parlait d’amour, MBM/Sony-BMG
- 2005 : Olympia 2005, MBM/Sony-BMG
- 2007 : Merci la vie, MBM/Sony-BMG
- 2008 : Tour 2008 de l’Olympia à Forest National, MBM/Sony-BMG
- 2010 : Chanteur d'amour, MBM/Sony
- 2011 : Tour 2011 - Le spectacle anniversaire, MBM/Sony-BMG
- 2012 : Je n'ai pas fini de t'aimer / Parler d'amour, MBM/Sony-BMG
- 2013 : Amor latino, MBM-Sony Music
- 2014 : 30 ans d'Olympia - Live 2014, MBM/Sony-BMG
- 2016 : Les femmes sont la lumière du monde , MBM/Sony-BMG
- 2019 : Juste un peu d'amour
- 2019 : Juste un peu d'amour MBM/Sony-BMG
- 2021 : La liberté d'aimer MBM/Sony-BMG
- 2021 : En Concert Au Grand Rex, MBM-Sony Music
- 2022 : En Duo, MBM-Sony Music
- 2023 : Les Grands Moments En Concert, MBM-Sony Music
- 2023 : On a tous besoin d'Aimer, MBM-Sony Music
- 2025: "Tout s'oublie un jour" , MBM Records

### Vidéographie
- 1990 : Forest National 1990 - Live 90
- 1994 : Spectacle au Canada - Live 94
- 1996 : 25 ans d'Amour - Olympia 1996
- 1998 : Olympia 1998 - Live 98
- 2000 : 2000 ans D'amour - Olympia 2000
- 2000 : La vidéo du Siècle
- 2001 : Karaoké
- 2003 : Olympia 2002 - Live 2002
- 2006 : Olympia 2005 - Live 2005
- 2006 : Olympia 2002, Olympia 2005 et Karaoké
- 2008 : Ma vidéo d'Or - 20 ans d'images coup de cœur
- 2009 : Tours 2008 de l'Olympia à Forest National - Live 2008
- 2009 : La vidéo d'Or de mes tendre années
- 2011 : Tours 2011 - Spectacle Anniversaire
- 2015 : 30 ans d'Olympia - Olympia 2014
- 2016 : Les femmes sont la lumière du monde édition collector (Clips) (prévue le 25 novembre 2016), MBM/Sony-BMG
- 2016 : Au cœur de l'Olympia, MBM/Sony-BMG
- 2021 : En Concert Au Grand Rex, MBM-Sony Music

## Audiovisuel
C’est au cours de l’été 1969 que l’on entend pour la première fois Frédéric François chanter à la radio : sur la station belge RTBF. Il interprète Sylvie. Il participe en tant qu’invité cette fois à sa première émission de radio quelques semaines plus tard sur cette même antenne.
En France, en 1970, c’est Europe N°1 qui diffuse pour la première fois une chanson de Frédéric François, Jean, qui lui vaut d’être pour la première fois classé dans un hit parade : celui de la station. Au second semestre 1971, Je n’ai jamais aimé comme je t’aime passe pour la première fois à la radio dans l’émission Formule J de la station belge, RTBF. Cette chanson demeure à la première place pendant treize semaines. Les Français du Nord-Pas-de-Calais qui écoutent énormément les radios émettant de Belgique, ne trouvent pas ce 45-tours chez leurs disquaires, car il n’est pas distribué en France, et traversent la frontière pour l’acheter dans les magasins de disques belges.
Il participe à sa première émission de radio en France en 1972 sur Europe N°1, dans « 5, 6, 7 » présentée par Jacques Ourévitch, au moment de la sortie de Je voudrais dormir près de toi. Dans le même studio, on note aussi la présence de Michel Berger et Michel Jonasz qui débutent.
Sa première émission de télévision est diffusée en 1972 sur la seule chaîne française de l’époque, l’ORTF. Présentée par Guy Lux, elle est retransmise en direct de la fête du petit vin blanc à Nogent-sur-Marne (Val-de-Marne). Il est juché sur un char en compagnie de Mike Brant, et tous les deux sont promenés dans toutes les rues de la ville !
La même année, il participe à sa seconde émission de télévision : « Midi-Première » animée par Danièle Gilbert et Jacques Martin. Il y rencontre pour la première fois son compatriote belge, Salvatore Adamo qui est déjà une grande vedette. Une amitié indestructible naît entre eux ce jour-là.
En 1973, le présentateur Christian Morin sur Europe N°1 est le premier à utiliser le diminutif « Frédo » pour le désigner, au cours d’une émission appelée « Le hit parade » où il a été invité pour récompenser d’un cadeau le millionième acheteur de son dernier 45-tours Laisse-moi vivre ma vie.
Au mois de décembre 1974, il chante en direct sur RTL. Il n’est pas dans le grand studio, mais dans l’église du Chesnay dans les Yvelines devant deux cents enfants et leurs parents. Le bénéfice de la quête est distribué aux enfants handicapés de Garches (Hauts-de-Seine) et aux enfants sans père de la fondation Le Nid de la ville d’Antony. Au début de l’année 1975, dans l’émission « Samedi est à vous » présentée par Bernard Golay sur la première chaîne de l’ORTF, il est classé premier ex æquo, avec Mike Brant, à la question : Quel chanteur préférez-vous ?, posée aux téléspectateurs.
De 1975 à 1979, il fait les grandes heures de l’émission « Ring-Parade » sur Antenne 2 présentée par Guy Lux et Jean-Pierre Foucault. En 1976, il est la victime d'une caméra cachée dans l'émission "Dix de Der" de Philippe Bouvard, où on le voit laissé seul, les deux pieds prisonniers dans du plâtre pendant de longues minutes. 30 ans plus tard, il interdira la diffusion d'un documentaire canular tourné par l'équipe d'Action Discrète pendant une croisière dont il était la vedette.
La radio est déterminante dans la carrière de Frédéric François, puisque c’est grâce aux radios libres qu’il renoue avec le succès, alors qu’elles viennent de naître, en diffusant abondamment Adios Amor en 1982, ce qui le fait sortir de trois longues années de traversée du désert.
De 1983 à 1998, il est de nombreuses fois l’invité de L’École des Fans de Jacques Martin dans le cadre de son émission Dimanche Martin.
À partir de 1984, Pascal Sevran fait régulièrement appel à lui dans La Chance aux chansons. En 1995, il est l’invité principal de son émission pendant toute une semaine à l’occasion de la sortie de son second album Les Italos-Américains.
En 1988, il répond présent au lancement de la toute nouvelle émission de la chaîne belge RTL-TVI, « Télévie », qui récolte des dons pour la leucémie. Il mettra un point d’honneur à y participer chaque année jusqu’à aujourd’hui. En France, au cours d’un « Sacrée Soirée » de Jean-Pierre Foucault en 1988, son fils Anthony lui fait la surprise d’interpréter Chicago accompagné par sa sœur Gloria (guitare) et son frère Vincent (piano).
Le 17 décembre 1988, Patrick Sabatier lui consacre un Avis de recherche  sur TF1. Lui et ses sept frères et sœurs sont pour la première fois réunis sur un plateau de télévision. Sa femme Monique n’a chanté qu’une seule fois en public, lors d’un Sacrée Soirée, pour la Saint-Valentin le 14 février 1991, où elle interprète en duo avec lui Mon cœur te dit je t’aime.
Le 12 avril 1991, Tous à la une lui demande d’être son rédacteur en chef exceptionnel sur TF1. Frédéric Mitterrand lui consacre son « C’est notre vie » le 17 juin 1994, durant lequel il rencontre la comédienne qui l’a fait rêver durant sa jeunesse : Gina Lollobrigida. Il improvise à la guitare Le Chaland qui passe en italien, car il sait que c’est l’une des chansons préférées de l’actrice et qu’elle a servi de leitmotiv à plusieurs films culte en Italie.
En 1999, RTL-TVI et Marylène Bergmann lui consacrent une émission spéciale enregistrée en public au Cirque Royal de Bruxelles. Le 25 avril 2009, il est le parrain d’une nouvelle émission sur la chaîne belge RTL-TVI intitulée « Au cœur de Télévie » pour mieux faire comprendre grâce à des reportages et des interviews ce fléau qu’est le cancer. Le même jour, sur la même chaîne, il est sur le plateau comme chaque année du « Télévie » pour la recherche sur toutes les formes de cancer. C’est au cours de cette soirée qu’il rechante pour la première fois, après avoir cessé toute activité pendant six mois.
En France, alors qu’il n’est pas réapparu en public depuis son concert du 17 octobre 2008 au Micropolis de Besançon, il tient à montrer aux téléspectateurs qu’il va mieux en leur faisant la surprise d’apparaître le 14 mai 2009 dans l’émission de Sophie Davant, C'est au programme, sur France 2. À la radio, il ne sort qu’une seule fois de son silence, à la demande de Dave qui présente tout l’été un Top 50 new-look sur Europe 1. La séquence est diffusée le 17 août 2009.
En 2010, lors de l'émission Chabada de Daniela Lumbroso, Frédéric François est entouré de Salvatore Adamo et du ténor Roberto Alagna. Aucun des trois chanteurs ne respectera le programme initial (ils devaient respectivement rendre hommage à Polnareff, Brassens et Luis Mariano) et ensemble, ils créeront une ambiance « sicilienne » sur le plateau, en faisant revivre musicalement leurs souvenirs d'enfance.
En 2011, à l'occasion d'un Vivement Dimanche spécial Italie, Michel Drucker invite Frédéric François, qui retrouve sur le plateau Ornella Muti, Arturo Brachetti ou encore Les Prêtres.
Cette même année, Stéphane Pauwels lance sur la chaîne belge RTL-TVI une nouvelle émission : Les Orages de la vie, dont le principe est de montrer que même les plus grandes vedettes ont connu des heures sombres. Il demande à Frédéric François d'être le premier « sujet » de son émission, et à cette occasion le ramène à Tilleur, quartier de sa jeunesse, dans la maison que ses parents habitaient quand son premier producteur, Constant Defourny, était venu taper à leur porte.
Pendant les années 2010, Frédéric François est régulièrement invité de nombreuses émissions comme Les Années Bonheur de Patrick Sébastien, Les Grands du Rire d'Humbert Ibach, présenté par Yves Lecoq, ou encore le Face à Face de la chaîne RTL-TVI.
En 2013, il chante avec l'animatrice Nancy Sinatra l'animatrice 'Volare dans l'émission Télévie sur RTL-TVI.
Début 2014, Frédéric est invité de l'émission C'est au programme de Sophie Davant, au cours de laquelle l'écrivain Marc Lévy lui rend un vibrant hommage, comme s'il avait écrit le destin exceptionnel du petit Francesco Barracato. Frédéric François est très ému, au point de souhaiter incorporer cette vidéo dans sa nouvelle tournée, dans une séquence « Hommage à mon père ».
À partir du 22 janvier 2017, Frédéric François devient animateur sur Nostalgie Belgique chaque dimanche.

## Publications
- 1985 : Les yeux charbon (éditions Carrère-Lafon)
- 2000 : Ma Vie (Hors Collection) (en collaboration avec Serge Igor).
- 2005 : Autobiographie d’un sicilien (éditions Ramsay).
- 2008 : Merci la vie ! (éditions du Rocher) (en collaboration avec le photographe Patrick Carpentier).
- 2011 : Une vie d'amour (IPanema éditions).
- 2016 : C'est mon histoire (Renaissance du Livre) (en collaboration avec Christophe Corthouts et Brice Depasse).

## Décorations
- 1999 :  chevalier des Arts et des Lettres de l’ordre de Léopold II, des mains du ministre de la Culture belge, Pierre Hazette[17].
- 2008 : citoyen d'honneur ville de Wanze (Belgique).
- 2009 :  Commandeur de l'ordre du Mérite de la République italienne‎ (Commendatore dell'Ordine della Stella della solidarietà italiana) des mains du consul d’Italie à Liège, avec approbation du président du Conseil italien Silvio Berlusconi. Cette distinction lui est remise devant 10 000 personnes à Blegny-Mine, la seule mine-musée de Belgique. C'est le premier artiste italien issu de l’immigration à recevoir cette récompense[18].
- 2011 : ambassadeur de la province de Liège
- 2012 : remise des clés de sa ville natale, Lercara Friddi, province de Palerme - Sicile (équivalent de citoyen d'honneur)
- 2013 : cœur de Cristal remis par le Premier ministre belge Elio Di Rupo.